# Juan Ramón Fernández (calciatore)
Juan Ramón Fernández (Gualeguaychú, 5 marzo 1980) è un ex calciatore argentino, di ruolo difensore.

## Carriera

### Club
Durante la sua carriera ha giocato con numerose squadre di club, tra cui anche il Borussia Dortmund.

### Nazionale
Conta una presenza con la nazionale argentina.